# Bering Air
Bering Air es una aerolínea estadounidense con sede en Nome , Alaska , EE. UU. . Opera servicios domésticos regulares de pasajeros y vuelos chárter, también como ambulancia aérea. Su base principal es en el Aeropuerto de Nome y posee centros de operación en el aeropuerto de Ralph Wien Memorial en (Kotzebue) y el aeropuerto de Unalakleet.

## Historia
A principios de 1975, Jim Rowe y tres amigos de la universidad se embarcaron en un viaje desde el norte de Míchigan, y viajaron a través de Estados Unidos en un Cessna 195, aterrizando en la península de Baja California, en México, y, finalmente, hasta establecerse en las playas de Nome, Alaska. Unos meses más tarde, en septiembre de 1979, fundaron la aerolínea Bering Air. Comenzó a funcionar el 3 de octubre de 1979 con un solo avión que era un De Havilland Canada DHC-3. Más tarde, en 1983, con el aumento del sistema de correo de derivación cada vez más popular, la aerolínea añadió otras aeronaves pequeñas, incluyendo el Piper Navajo, y Piper Seneca. 
Bering Air, a favor de los aviones modernos fue posteriormente eliminado las aeronaves equipadas con motores radiales. Por lo tanto la compañía invirtió en nuevos aparatos como el Beechcraft King Air 200, Beechcraft 1900, Cessna Caravan, y el CASA C-212. En 2015, la línea aérea actualiza su flota con ocho aviones Cessna 208 para reemplazar a sus aviones Cessna 208B de mayor edad. En la actualidad, la compañía aérea es propiedad exclusiva de Jim Rowe (Presidente) y Christine Rowe.

## Flota
La flota de Bering Air a mayo de 2020 se compone de los siguientes aviones.
| Aeronave              | Total | Pasajeros | Notas |
| --------------------- | ----- | --------- | ----- |
| Beechcraft 1900D      | 2     | 19        |       |
| MD Helicopters MD 500 | 3     | 3         |       |
| Robinson R44          | 3     | 3         |       |
| Total:                | 8     |           |       |

La flota de la aerolínea posee una edad promedio a mayo de 2020 de: 26.1 años

## Destinos
La compañía ofrece los siguientes destinos.

### Domésticos
1-Ambler (ABL) - Aeropuerto de Ambler
2-Brevig Mission (KTS) - Aeropuerto de Brevig Mission
3-Buckland (BKC) - Aeropuerto de Buckland
4-Cabo Lisburne (LUR) - Aeropuerto de Cabo Lisburne LRRS
5-Deering (DRG) - Aeropuerto de Deering
6-Elim (ELI) - Aeropuerto de Elim
7-Gambell (GAM) - Aeropuerto de Gambell
8-Golovin (GLV) - Aeropuerto de Golovin
9-Kiana (IAN) - Aeropuerto de Bob Baker
10-Kivalina (KVL) - Aeropuerto de kivalina
11-Kobuk (OBU) - Aeropuerto de kobuk
12-Kotzebue (OTZ) - Aeropuerto de Ralph Wien Memorial
13-Koyuk (KKA) - Aeropuerto de Koyuk Alfred Adams
14-Noatak (WTK) - Aeropuerto de Noatak
15-Nome (OME) - Aeropuerto de Nome
16-Noorvik (ORV) - Aeropuerto de Robert (Bob) Curtis Memorial
17-Point Hope (PHO) - Aeropuerto de Point Hope
18-St. Michael (SMK) - Aeropuerto de St. Michael
19-Savoonga (SVA) - Aeropuerto de Savoonga
20-Selawik (WLK) - Aeropuerto de selawik
21-Shaktoolik (SKK) - Aeropuerto de Shaktoolik
22-Shishmaref (SHH) - Aeropuerto de Shishmaref
23-Shungnak (SHG) - Aeropuerto de Shungnak
24-Stebbins (WBB) - Aeropuerto de Stebbins
25-Teller (TLA) - Aeropuerto de Teller
26-Tin City (TNC) - Aeropuerto de Tin City LRRS
27-Unalakleet (UNK) - Aeropuerto de Unalakleet
28-Gales (WAA) - Aeropuerto de Wales
29-White Mountain (OMM) - Aeropuerto de White Mountain

### Internacionales
Bering Air ofrece servicios de alquiler desde Nome y Anchorage a Anadyr y Provideniya en el extremo oriente de Rusia.